# Noureddine Kacemi
Noureddine Kacemi (Mohammedia, 17 ottobre 1977) è un ex calciatore marocchino, di ruolo difensore.

## Carriera
Durante la sua carriera gioca per Chabab Mohammedia, Raja Casablanca, Istres, Grenoble e FAR de Rabat.
Vanta 17 presenze nella Ligue 1, 4 incontri di CAF Champions League e 20 presenze con 2 reti in Nazionale.

## Palmarès

### Club

#### Competizioni nazionali
- Campionato marocchino: 2

Raja Casablanca: 2001, 2004
- Coppa del Marocco: 1

Raja Casablanca: 2002

#### Competizioni internazionali
- Coppa CAF: 1

Raja Casablanca: 2003